# 圣马丁德菲热尔
圣马丹德菲热尔（法語：Saint-Martin-de-Fugères，法語發音：[sɛ̃ maʁtɛ̃ də fyʒɛʁ]）是法国上卢瓦尔省的一个市镇，位于该省中部，属于勒皮区。

## 地理
圣马丹德菲热尔（44°54'21"N, 3°56'4"E）面积20.87 平方千米，位于法国奥弗涅-罗讷-阿尔卑斯大区上盧瓦爾省，该省份为法国中南部省份，北起多姆山省和卢瓦尔省，西接康塔爾省，南至洛泽尔省，东临阿尔代什省。
与圣马丹德菲热尔接壤的市镇（或旧市镇、城区）包括：阿莱拉克、勒布里尼翁、沙德龙、古代、加泽耶河畔勒莫纳斯捷、萨莱特。
圣马丹德菲热尔的时区为UTC+01:00、UTC+02:00（夏令时）。

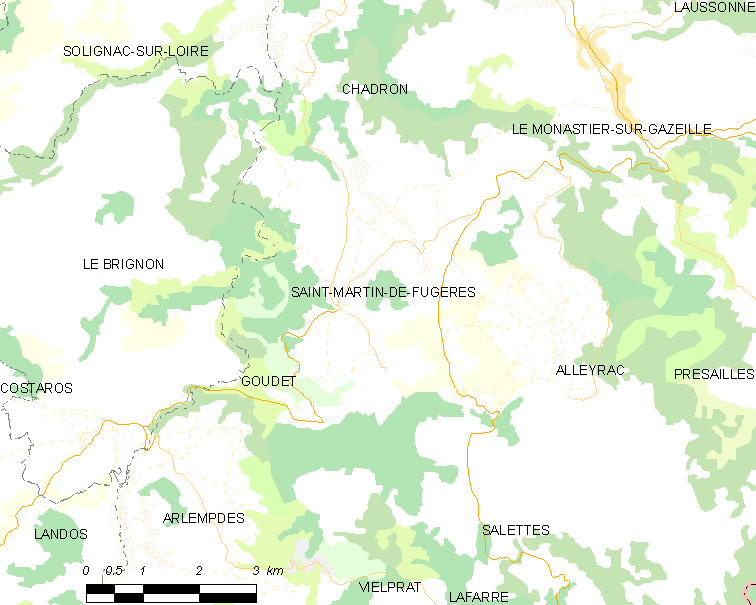
圣马丹德菲热尔的OSM定位图

## 行政
圣马丹德菲热尔的邮政编码为43150，INSEE市镇编码为43210。

## 政治
圣马丹德菲热尔所属的省级选区为梅藏县。

## 人口

1962-2008年间圣马丹德菲热尔人口变化图示

圣马丹德菲热尔于2022年1月1日时的人口数量为228人。